# Distretto di Zhongzhan
Il distretto di Zhongzhan (中站区S) è un distretto della Cina, situato nella provincia di Henan e amministrato dalla prefettura di Jiaozuo.